# Colônia Militar dos Dourados
A Colônia Militar dos Dourados localizava-se na Serra de Maracaju, perto da nascente do Rio Dourados, a doze léguas este-sudeste da Colônia Militar de Miranda (TAUNAY, s. d.), no atual município de Antônio João, no estado de Mato Grosso do Sul, no Brasil.

## História
No contexto da Guerra da Tríplice Aliança (1864–1870), ao tempo da invasão do coronel paraguaio Vicente Barrios (Comandante da Divisão de Operações do Alto Paraguai), a Colônia Militar dos Dourados, um posto militar brasileiro avançado, era comandada pelo Tenente de Cavalaria Antônio João Ribeiro. Ciente do avanço de uma coluna de assalto paraguaia com cerca de trezentos homens, Antônio João fez evacuar todos os civis sob a escolta de alguns soldados, mantendo a posição com o restante da guarnição: quinze homens entre oficiais e praças, sem artilharia. Ante a intimação paraguaia de rendição pelo major Martín Urbieta, que rejeitou, foi morto em combate junto com os seus companheiros, a 29 de dezembro de 1864, afirmando:
"Sei que morro. Mas o meu sangue e o de meus companheiros servirá como solene protesto à invasão do solo de minha pátria." - Ten. de Cavalaria Antônio João Ribeiro.
De acordo com José Campos de Aragão (1964), na época em uma variante do caminho de Ponta Porã a Bela Vista, podia ser vista uma grande cruz de madeira, assinalando, entre os vestígios do parapeito e do fosso quase desaparecidos à época, o local onde tombaram estes heróis.
Em 19 de dezembro de 1978 o Governo Federal criou o Parque Histórico Colônia Militar dos Dourados, com o objetivo de preservar e divulgar este patrimônio histórico-cultural do Exército.
De acordo com o Centro de Comunicação Social do CMO, o Parque Histórico obteve o reconhecimento do IPHAN pela manutenção e preservação do local, feita por militares do 10.º Regimento de Cavalaria Mecanizado. No prédio atualmente existente encontra-se instalado um museu militar.